# Romantic Killer
Romantic Killer (jap. ロマンティック・キラー Romantikku Kirā) – manga autorstwa Wataru Momose, publikowana na łamach magazynu internetowego „Shōnen Jump+” wydawnictwa Shūeisha od lipca 2019 do czerwca 2020. Na jej podstawie studio DOMERICA wyprodukowało serial anime, który został wydany na platformie Netflix w październiku 2022.

## Fabuła
Pewnego przed Anzu Hoshino, aromantyczną uczennicą liceum, pojawia się czarodziej imieniem Riri, który twierdzi, że został wysłany, aby pomóc jej w doświadczeniu prawdziwego romansu. Kiedy jednak Anzu odrzuca pomoc twierdząc, że nie jest zainteresowana romansami, Riri konfiskuje jej „trzy podstawowe potrzeby” i aranżuje serię wydarzeń, aby Anzu przytrafiały się sytuacje przypominające te z gier otome. Otoczona przez przystojnych mężczyzn, Anzu postanawia nie dać za wygraną i za wszelką cenę unikać wszystkich możliwych sytuacji romantycznych, byle tylko się nie zakochać.

## Bohaterowie
- Anzu Hoshino (jap. 星野 杏子 Hoshino Anzu)

Seiyū: Rie Takahashi (japoński), Magdalena Herman-Urbańska (polski)
Protagonistka nosząca miano „antybohaterki”. Jest uczennicą pierwszej klasy liceum, która twierdzi, że jej trzema wielkimi pragnieniami są gry wideo, koty i czekolada. Nie interesuje się romansami w realnym życiu i próbuje przeciwdziałać wszystkim sytuacjom rodem z mang shōjo spowodowanymi przez Riri. Jest logiczną i bardzo opiekuńczą osobą, która nie opuszcza przyjaciół, gdy są w potrzebie. Bardzo boi się karaluchów.
- Riri (jap. リリ)

Seiyū: Mikako Komatsu (japoński), Zuzanna Galia (polski)
Czarodziej wysłany, aby pomóc Anzu się zakochać. Wydaje się przebiegły i manipulacyjny, uciekając się do wszystkiego, co możliwe tylko po to, aby Anzu przydarzyły się sytuacje przypominające te z mang shōjo. Okazuje jednak się, że nigdy nie manipulował uczuciami ani wspomnieniami chłopaków twierdząc, że ich uczucia do Anzu są prawdziwe. Po naruszeniu polityki pracy zostaje zastąpiony przez innego czarodzieja, ale Anzu sprowadziła go z powrotem, dodając Riri jako kandydata do romansu po tym, jak ten ujawnił chęć pozostania przy niej. Może przybrać formę chłopaka lub dziewczyny.
- Tsukasa Kazuki (jap. 香月 司 Kazuki Tsukasa)

Seiyū: Yūichirō Umehara (japoński), Karol Jankiewicz (polski)
Chłodny i powściągliwy chłopak, a także pierwszy kandydat do romansu z Anzu. Jest popularny wśród dziewczyn ze względu na swój wygląd, jednakże ma tendencję do unikania ich. Później okazuje się, że przed zmianą szkoły był ciepłą i troskliwą osobą, mogącą „zaprzyjaźnić się z każdym”, co wskazuje, że jego chłodne nastawienie jest tylko grą pozorów. Jednak jego osobowość zmieniła się drastycznie po tym, jak był wielokrotnie prześladowany przez kobietę, której niegdyś pomógł, do tego stopnia, że został zmuszony do przeprowadzki i zmiany szkoły, aby być z dala od niej. W końcu uświadamia sobie swoje uczucia do Anzu po tym, jak ta pomogła mu wiele razy.
- Junta Hayami (jap. 速水 純太 Hayami Junta)

Seiyū: Gakuto Kajiwara (japoński), Jakub Szyperski (polski)
„Przyjaciel z dzieciństwa” z dzieciństwa Anzu. Anzu początkowo wierzyła, że jest przypadkowym przystojnym chłopakiem zmanipulowanym przez Riri, ale później okazuje się, że naprawdę jest jej przyjacielem z dzieciństwa, którego nazwała „Tonta”, i że jego uczucia do niej są prawdziwe. Zaczął grać w baseball i zmienił się po tym, jak podsłuchał Anzu mówiącą, że chciałaby się umówić z wysportowanym facetem. Anzu jest świadoma jego uczuć do niej, jednak udaje nieświadomą, aby to przed nim ukryć.
- Hijiri Koganei (jap. 小金井 聖 Koganei Hijiri)

Seiyū: Natsuki Hanae (japoński), Aleksander Sosiński (polski)
Bogaty chłopak, który nie jest zaznajomiony z życiem zwykłych ludzi. Nieprzyzwyczajony do tego, że dziewczyny go odrzucają, próbuje uwieść Anzu, przekupując ją. Po tym, jak zostaje przez nią odrzucony, próbuje żyć jak zwyczajny obywatel i podejmuje pracę w supermarkecie, w którym pracuje Anzu, zarabiając tym samym własne pieniądze. Wiedząc, jak bardzo Hijiri był przyzwyczajony do dostawania tego, czego chciał, jego ojciec przeniósł go z jego dawnej prywatnej szkoły, aby mógł nauczyć się samodzielności. Z czasem również rozwija romantyczne uczucia wobec Anzu.
- Tsuchiya (jap. 土屋)

Seiyū: Kenjirō Tsuda (japoński), Tomasz Olejnik (polski)
Szofer Hijiriego, który bardzo się o niego troszczy.
- Saki Takamine (jap. 高峯 咲姫 Takamine Saki)

Seiyū: Manaka Iwami (japoński), Weronika Łukaszewska (polski)
Najlepsza przyjaciółka Anzu w szkole. Bardzo ceni Anzu, ponieważ ta obroniła ją przed starszym chłopakiem, który się z nią umawiał. Dowiedziawszy się, że mieszka z Tsukasą i Juntą, obiecuje zachować to w tajemnicy.

## Manga
Seria ukazywała się w magazynie internetowym „Shōnen Jump+” wydawnictwa Shūeisha od 30 lipca 2019 do 2 czerwca 2020.
| Nr | Data wydania (język japoński)                        | ISBN (język japoński)  |
| -- | ---------------------------------------------------- | ---------------------- |
| 1  | 4 grudnia 2019                                       | ISBN 978-4-08-882164-1 |
| 2  | 4 marca 2020 (cyfrowo) 4 października 2022 (druk)    | ISBN 978-4-08-883326-2 |
| 3  | 4 sierpnia 2020 (cyfrowo) 4 października 2022 (druk) | ISBN 978-4-08-883327-9 |
| 4  | 4 września 2020 (cyfrowo) 4 października 2022 (druk) | ISBN 978-4-08-883328-6 |

## Anime
W sierpniu 2022 roku magazyn „Shōnen Jump+” podał do wiadomości, że na podstawie mangi powstanie seria ONA. Anime zostało wyprodukowane przez studio DOMERICA i wyreżyserowane przez Kazuyę Ichikawę. Scenariusz napisały Sayuri Ōba i Hiroko Fukuda, postacie zaprojektowała Arisa Matsūra, a muzykę skomponowali Ryō Kawasaki i Tomoyuki Kono. Serial został wydany 27 października 2022 na platformie Netflix. Motywem otwierającym jest „ROMA☆KiRA” autorstwa Yuriki, kończącym zaś „Romantic Love ~Renai Shimasen ka?☆~” w wykonaniu Mikako Komatsu.

### Lista odcinków
| №  | Tytuł | Premiera             |
| -- | --- | -------------------- |
| 1  | Dlaczego tak trudno zrozumieć magię?! Naze mahō ni wa sonnani ōku no hōritsu yōgo ga aru no desu ka? (なぜ魔法にはそんなに多くの法律用語があるのですか?) | 27 października 2022 |
| 2  | Dzieci muszą już iść spać Kodomo tachi ga neru jikan desu (子供たちが寝る時間です)                                                                       | 27 października 2022 |
| 3  | Moje życie to symulator randkowy Watashi no jinsei wa dēto sim ni nari mashi ta (私の人生はデートシムになりました)                                       | 27 października 2022 |
| 4  | Przyjaciel z dzieciństwa to tryb łatwy Osananajimi wa ījī mōdo desu (幼なじみはイージーモードです)                                                       | 27 października 2022 |
| 5  | Jesteś bardziej kłopotliwa jako prawdziwy człowiek Anata wa niku to chi de motto yakkai desu (あなたは肉と血でもっと厄介です)                            | 27 października 2022 |
| 6  | Jakbym odrodziła się w innym świecie „Isekai tensei” dēto (「異世界転生」デート)                                                                         | 27 października 2022 |
| 7  | Z pewnością masz swoje dziwactwa... Anata wa tashika ni anata no kuse o motte imasu... (あなたは確かにあなたの癖を持っています...)                       | 27 października 2022 |
| 8  | Gęsia skórka! Jestem teraz gęsią Torihada! Watashi wa ima gachōdesu (鳥肌！私は今ガチョウです)                                                           | 27 października 2022 |
| 9  | Napój imbirowy mnie pokonał Jinjāēru wa fukakōryoku (ジンジャーエールは不可抗力)                                                                         | 27 października 2022 |
| 10 | Inaczej, głuptasku Gyaku ni, damī (逆に、ダミー) | 27 października 2022 |
| 11 | Powiedz mi, jeśli ci się nie podoba Kiniiranai baai wa oshietekudasai (気に入らない場合は教えてください)                                                 | 27 października 2022 |
| 12 | Ostatnia historia?! Saishū-banashi!? (最終話!?) | 27 października 2022 |

## Odbiór
W 2020 roku seria zajęła 12. miejsce w konkursie Next Manga Award w kategorii manga internetowa.